# Parsons Marine Steam Turbine Company

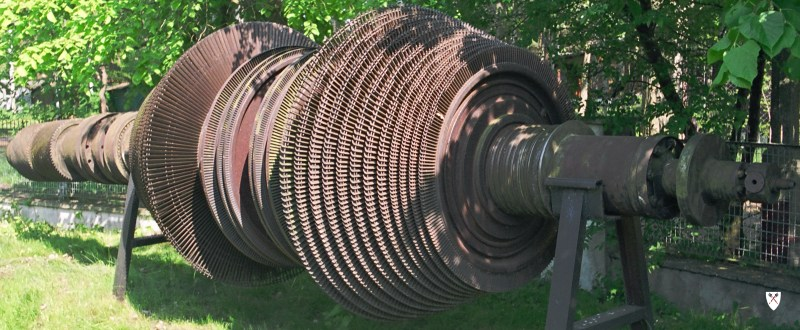
Парова турбіна з польського есмінця ORP Вішер

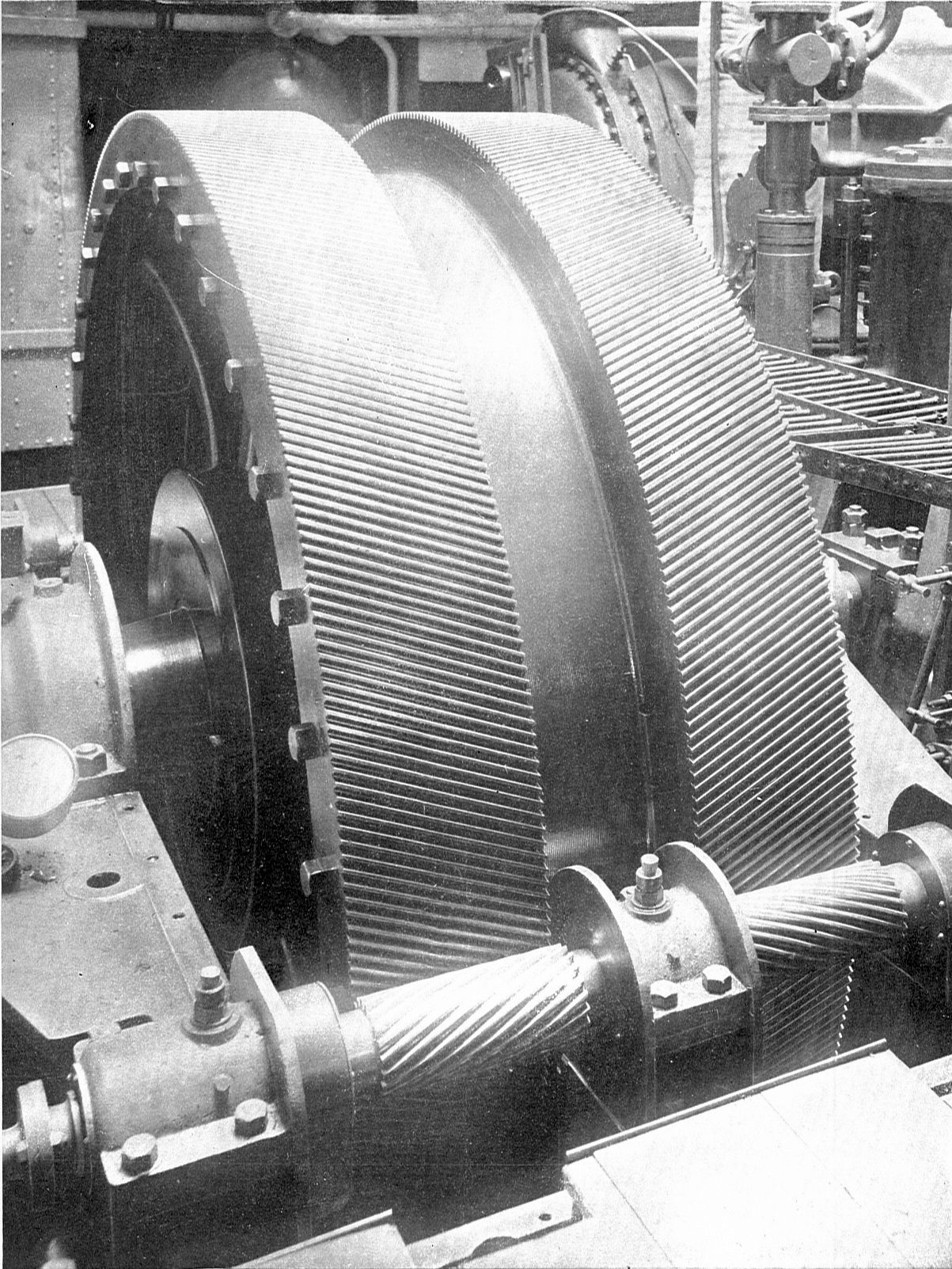
Гелікоїдальна зубчаста передача виробництва компанії Парсонс, яка використовувалася на судні SS Vespasian

Парсонс Марін Стим Турбін Кампані (англ. Parsons Marine Steam Turbine Company) — британська компанія з виробництва інженерних конструкцій та механізмів, розташовувалася в містечку Волсенд, графства Тайн і Вір, на річці Тайн, Компанія була заснована у 1897 році Чарлзом А. Парсонсом, відомим англійським інженером, промисловцем, винахідником багатоступінчастої реактивної парової турбіни, модифікації якої застосовують в сучасній енергетиці.
На час заснування в 1897 році компанія мала статутний капітал £500 000 і спеціалізувалася на виробництві парових турбін для двигунів на військові кораблі та цивільні судна.

## Історія
Чарльз Алджернон Парсонс заснував компанію у 1897 році з капіталом у 500 000 фунтів стерлінгів. Вона спеціалізувалася на будівництві парових турбінних двигунів, які він винайшов для морських суден. Першим судном, оснащеним турбіною Парсонса, стала «Турбінія», спущена на воду в 1894 році. Успішна демонстрація цього судна призвела до створення компанії та будівництва двигунів для перших двох турбінних есмінців для Королівського військово-морського флоту, HMS Viper та HMS Cobra, спущених на воду в 1899 році. Хоча обидва ці кораблі зазнали аварії, нові двигуни не були в цьому винні, в чому було переконане Адміралтейство. Син Парсонса став директором компанії, а під час Першої світової війни його замінила дочка Рейчел Парсонс.
Турбіни Парсонса приводили в рух перший турбінний лінкор Королівського флоту, HMS Dreadnought, і перші в світі турбінні океанські лайнери, RMS Victorian і Virginian. Турбіни Parsons потужністю 73 000 кінських сил (54 000 кВт) приводили в рух океанські лайнери-експреси Cunard водотоннажністю 31 000 GRT RMS Mauretania та RMS Lusitania.
Всі ранні морські турбіни безпосередньо приводили в рух гребні гвинти. Парсонс розробив гвинтові редуктори для морських турбін, а в 1908 році переобладнав вантажне судно Vespasian на турбінну силову установку з редуктором.
Чотири турбіни Парсонса з прямим приводом приводили в рух лінкор USS Arizona. Вони були розраховані на загальну потужність 34 000 кінських сил (25 000 кВт), але під час ходових випробувань «Аризона» розвинула лише 33 376 кінських сил (24 888 кВт), коли досягла проектної швидкості 21 вузол (39 км/год).
Королівський військово-морський флот, Королівський військово-морський флот Канади та Королівський військово-морський флот Австралії використовували турбіни Парсонса на своїх есмінцях класу «Трайбл». Усі крейсери класу «Інвінсібл» використовували силові установки Парсонса.
У 1944 році Parsons була однією з 19 компаній, які утворили «Асоціацію з досліджень і розробок турбін для морської техніки», зазвичай відому під назвою Pametrada.
Есмінець HMS Glamorgan, спущений на воду в 1964 році, мав силову установку Парсонса.
Лайнер Cunard Queen Elizabeth 2, спущений на воду в 1969 році, мав турбіни Pametrada.
Компанія була поглинута компанією C. A. Parsons and Company і продовжує існувати в Хітоні, Ньюкасл, як частина німецького промислового конгломерату Siemens.

## Примітка
1. ↑  Chronology of Charles Parsons Life [Архівовано 25 грудня 2008 у Wayback Machine.]
2. 1 2  HMS Glamorgan: the first two years (PDF). с. 4 — через Axford's Abode.
3. ↑  Parsons, Charles A (1911). The Steam Turbine. The Rede Lecture. Cambridge: Cambridge University Press. с. 48—53 — через Wikisource.
4. ↑  Breyer, Siegfried (1973). Battleships and Battle Cruisers, 1905–1970. Garden City, NY: Doubleday. с. 214. OCLC 702840.